# Bognár Zalán
Bognár Zalán (Budapest, 1963. december 6. – ) magyar történész, a Károli Gáspár Református Egyetem oktatója, a málenkij robot és a Gulag jelentős kutatója.

## Élete
1990-ben történelem-földrajz szakirányon végzett a József Attila Tudományegyetemen. 2007-ben védte meg doktori disszertárcióját Magyarok hadifogságban Magyarországon – A magyarországi hadifogoly-gyűjtőtáborok a hazai források tükrében 1944–1945 címmel.
A Károli Gáspár Református Egyetem Bölcsészet- és Társadalomtudományi Karán az Új- és Jelenkori Történeti Tanszéken lát el oktatói munkát. Korábban dolgozott a Budapest-Fasori Evangélikus Gimnáziumban tanárként és a Hadtörténeti Intézet és Múzeumban tudományos munkatársként, főlevéltárosként. Rendszeresen tart külső helyszíneken is előadásokat.
Fő kutatási területe a második világháború utáni magyar hadifoglyok sorsa, de foglalkozott hadtörténettel, történeti földrajzzal és a protestáns egyházak történetével is. Számos könyve jelent meg. Angol és orosz nyelvtudással rendelkezik. 
Tagja a Magyar Történelmi Társulatnak, alapító tagja a Tolsztoj Társaság Magyar-Orosz Együttműködésének, és elnöke a Gulág- és Gupvikutatók Nemzetközi Társaságának. 2015-től szakértője a Szovjetunióba hurcolt politikai foglyok és kényszermunkások Emlékbizottságának is.

## Könyvei

### Magyarul
- (Havasi Jánossal szerk.) Malenkij robot – „Egyetlen bűnünk a származásunk volt...” – Német és magyar polgári lakosok deportálása „malenkij robot”-ra a sztálini lágerekbe 1944/45–1955, Magyarországi Németek Pécs-Baranyai Nemzetiségi Köre, Pécs, 2009. ISBN 978-963-88716-1-9, 407 p. (javított kiadás: 2011)
- (szerk.) Magyarok hadifogságban Magyarországon – Hadifogoly-gyűjtőtáborok Magyarországon 1944–1945, Argumentum Kiadó és Nyomda Kft., Budapest, 2010. ISBN 9789634465560, 332 p.
- Hadifogolytáborok és (hadi)fogolysors a Vörös Hadsereg által megszállt Magyarországon 1944–1945, Kairosz Kiadó, Budapest, 2012. (több kiadásban)
- (társszerzőkkel) Téglákba vésett történelem – A ceglédi fogolytábor története és téglafalaiak feliratai, Kossuth Múzeum, Cegléd, 2013. ISBN 9789638317148, 294 p. (több kiadásban)
- (Bank Barbarával és Tóth Gáborral) Magyarok szovjet fogságban, Nemzeti Emlékezet Bizottsága, Budapest, 2017. ISBN 9786158019194, 240 p.
- (Muskovics Andrea Annával szerk.): Budapest, Kárpát-medence – ’Málenkij robot’, emlékezet. Gulágkutatók VII. nemzetközi konferenciájának kötete. Gulágkutatók Nemzetközi Társasága, Budapest, 2017. ISBN 9789631282924, 196 p.
- Gulag Gupvi – "málenkij robot" – Magyarok a szovjet lágerbirodalomban, Magyar Napló Kiadó, Budapest, 2017, ISBN 9786155721076, 432 p.
- (Muskovics Andrea Annával szerk.): Emberek az embertelenség világában. A Gulág és a Gupvi. A Gulágkutatók Nemzetközi Társaságának évkönyve 2015-2017. Gulágkutatók Nemzetközi Társasága, Budapest, 2017. ISBN 978-963-662-899-4, 412 p.
- (W. Müller Judittal): A 0060-as parancs. A német származás indokával Magyarországról elhurcoltak története. Magyarországi Németek Pécs-Baranyai Nemzetiségi Köre, Pécs, 2017. ISBN 9789638871688, 244 p.
- Málenkij robot – A Magyarországról ítélet nélkül szovjetúnióbeli kényszermunkára elhurcolt civilek története, Kairosz Kiadó, Budapest, 2018. ISBN 9789636628987, 864 p.
- (szerk.) Közel 80 éve történt... – Adatok, tények, történetek a szovjet fogságból, Gulág- és Gupvikutatók Nemzetközi Társasága, Gulág- és Gupvikutató Intézet, Budapest, 2024. ISBN 9786156752000, 298 p. (GGKI Könyvek I.)

### Idegen nyelven
- Zalán Bognár: The Fate of Hungarian, German, Austrian, Slovak, Polish, French, Italian and other POWs in Hungary Occupied by the Red Army 1944–1945. Gulágkutatók Nemzetközi Társasága – Kairosz Kiadó, Budapest, 2017. ISBN 9789636628970, 518 p.
- Zalán Bognár – Andrea Anna Muskovics (edit.): People in the World of Inhumanity – The Gulag and the Gupvi. Yearbook of the International Society of Gulag Researchers 2015–2017. International Society of Gulag Researchers, Budapest, 2017. ISBN 9789636629007, 216 p.
- Zalán Bognár, Judit W. Müller: Der Befehl Nr. 0060. Die Geschichte der Deportierten aus Ungarn, die aufgrund ihrer deutschen Abstammung verschleppt wurden. Nationalitätenverein der Ungarndeutschen in Fünfkirchen-Branau, Pécs/Fünfkirchen, 2017. ISBN 9789638871695, 260 p.